# Тунгуска (приток Амура)
Тунгу́ска — река на Дальнем Востоке России, левый приток Амура.
По Тунгуске проходит административная граница между Хабаровским краем (левый берег) и Еврейской автономной областью (правый берег).
Код объекта — 20030900112118100064931.

## Основные сведения

Бассейн Амура

Длина — 86 км, площадь бассейна — 30,2 тыс. км². Средний расход воды — 408 м³/с. Образуется слиянием рек Кур и Урми, протекает по Нижнеамурской низменности. От истоков р. Урми длина Тунгуски составляет 544 км, от истоков р. Кур — 434 км. Образует широкую пойму, в бассейне реки около 2 тыс. озёр суммарной площадью около 80 км².
Питание Тунгуски преимущественно дождевое, в зимнее время в пределах водосбора реки небольшое количество осадков и весеннее половодье незначительно. Основные паводки соотносятся с летними муссонами. Среднегодовой расход воды — в 37 км от устья составляет 380 м³/с, наибольший — 5100 м³/с, наименьший — 7,25 м³/с. Ледостав с ноября по апрель.
Берега сильно заболочены, подъезд к реке затруднён, возможен только вблизи населённых пунктов.

## Хозяйственное использование
Судоходна на всём протяжении, из Хабаровска вверх по реке в отдалённый посёлок Победа ходит «Заря-173», в село Новокаменка Хабаровского района (недалеко от устья, ныне — фактически дачный посёлок) ходит «Москва» или «Москвич».
До 1990-х годов проводился лесосплав, прекращён.
Автомобильных мостов через Тунгуску нет. Железнодорожный мост на линии «Волочаевка-2 — Комсомольск-на-Амуре».
Тунгуска богата рыбой, осенью на нерест идёт кета.

## Населённые пункты в бассейне реки
Сверху вниз:
- Лумку-Корань, (п. б.)
- Архангеловка, водомерный пост (л. б.)
- Партизанское, на старицах и малых притоках (п. б.)
- Волочаевка-1, на старицах и малых притоках (п. б.)
- Соцгородок, на протоке (п. б.)
- Даниловка, на протоке (п. б.)
- Волочаевка-2, на старицах и малых притоках (п. б.)
- Камышовка, на малых притоках (п. б.)
- станция Дежнёвка, на малых притоках (п. б.)
- село Дежнёвка, на малых притоках (п. б.)
- Ключевое, на малых притоках (п. б.)
- Николаевка (п. б.)
- Новокаменка, ныне фактически дачный посёлок (л. б.)
- Приамурский, на Пемзенской протоке Амура, в окружении пойменных озёр (п. б.)
- Имени Тельмана, на Амуре, в 5 километрах выше устья Тунгуски, в окружении пойменных озёр (п. б.)

## Галерея

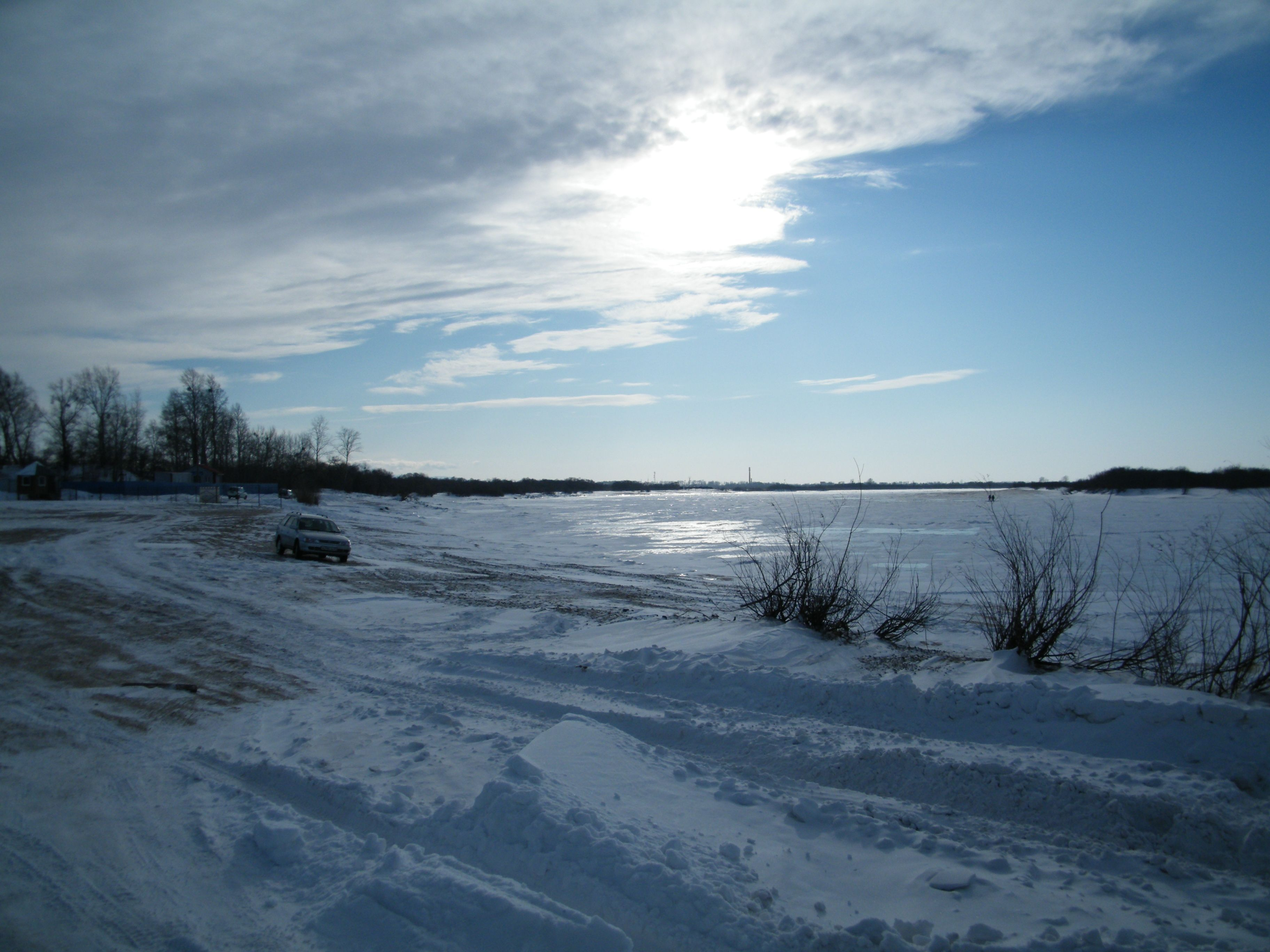
Тунгуска у пос. Николаевка зимой
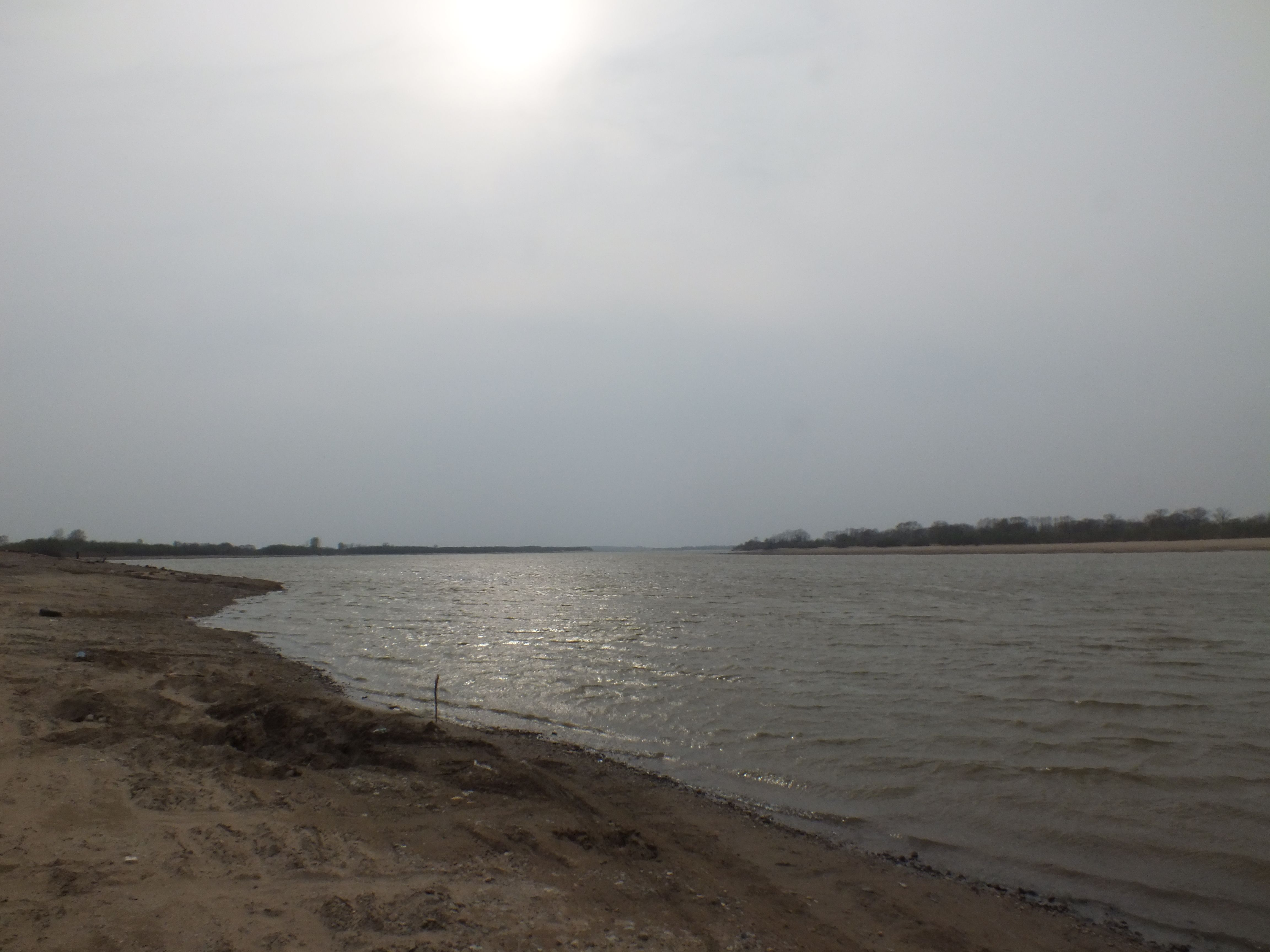
Тунгуска у пос. Николаевка весной
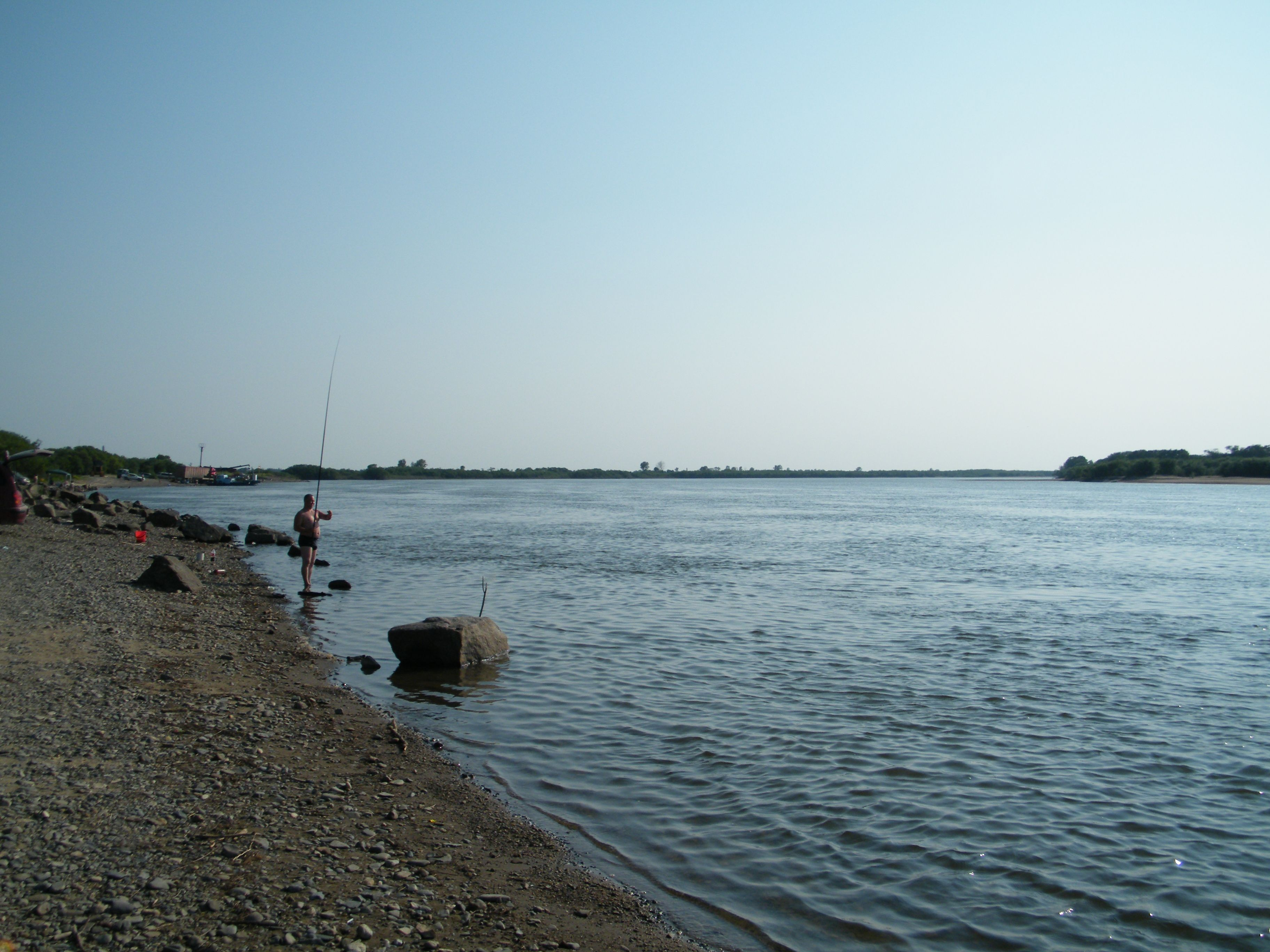
Тунгуска у пос. Николаевка летом
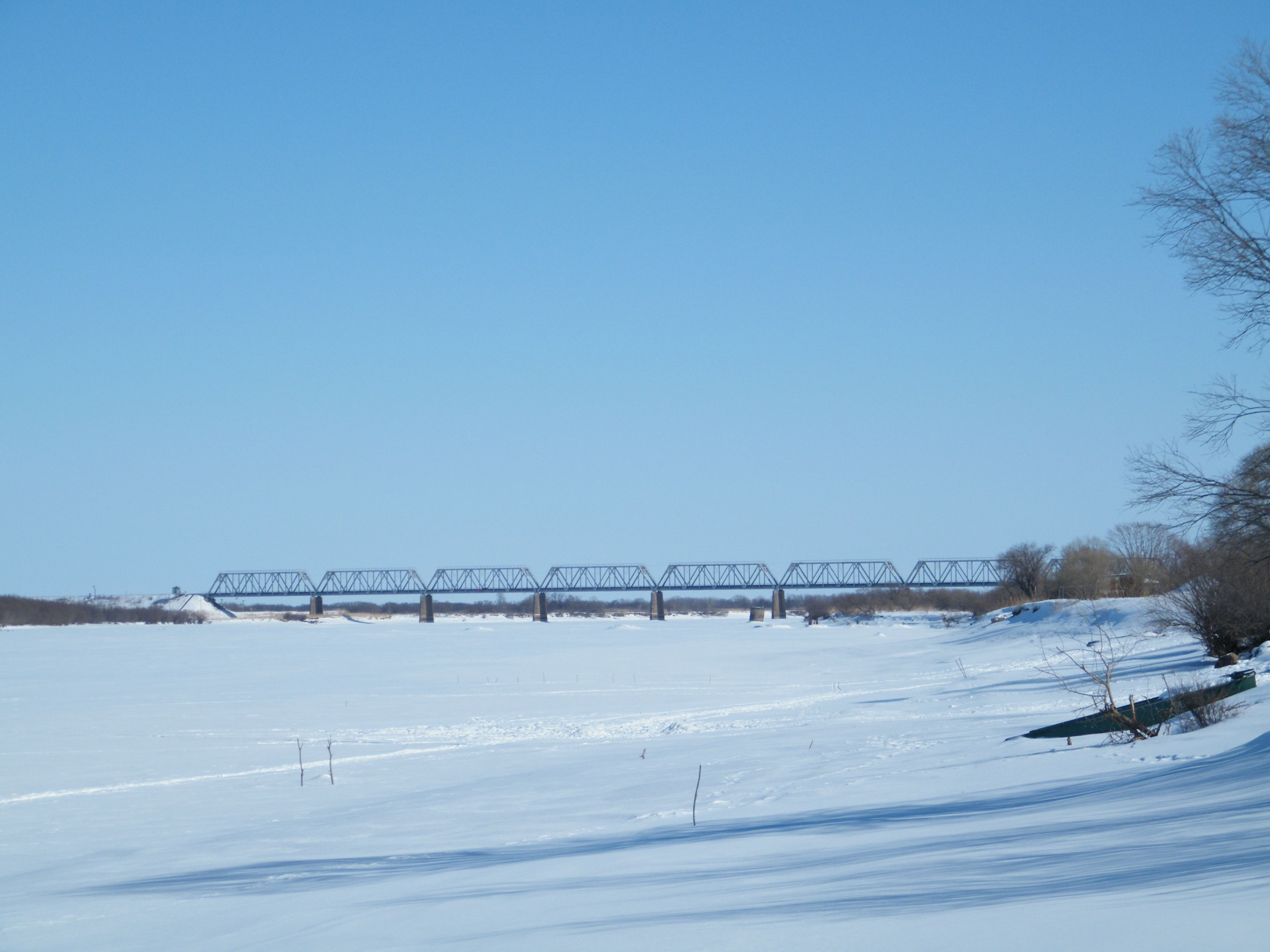
Железнодорожный мост через Тунгуску
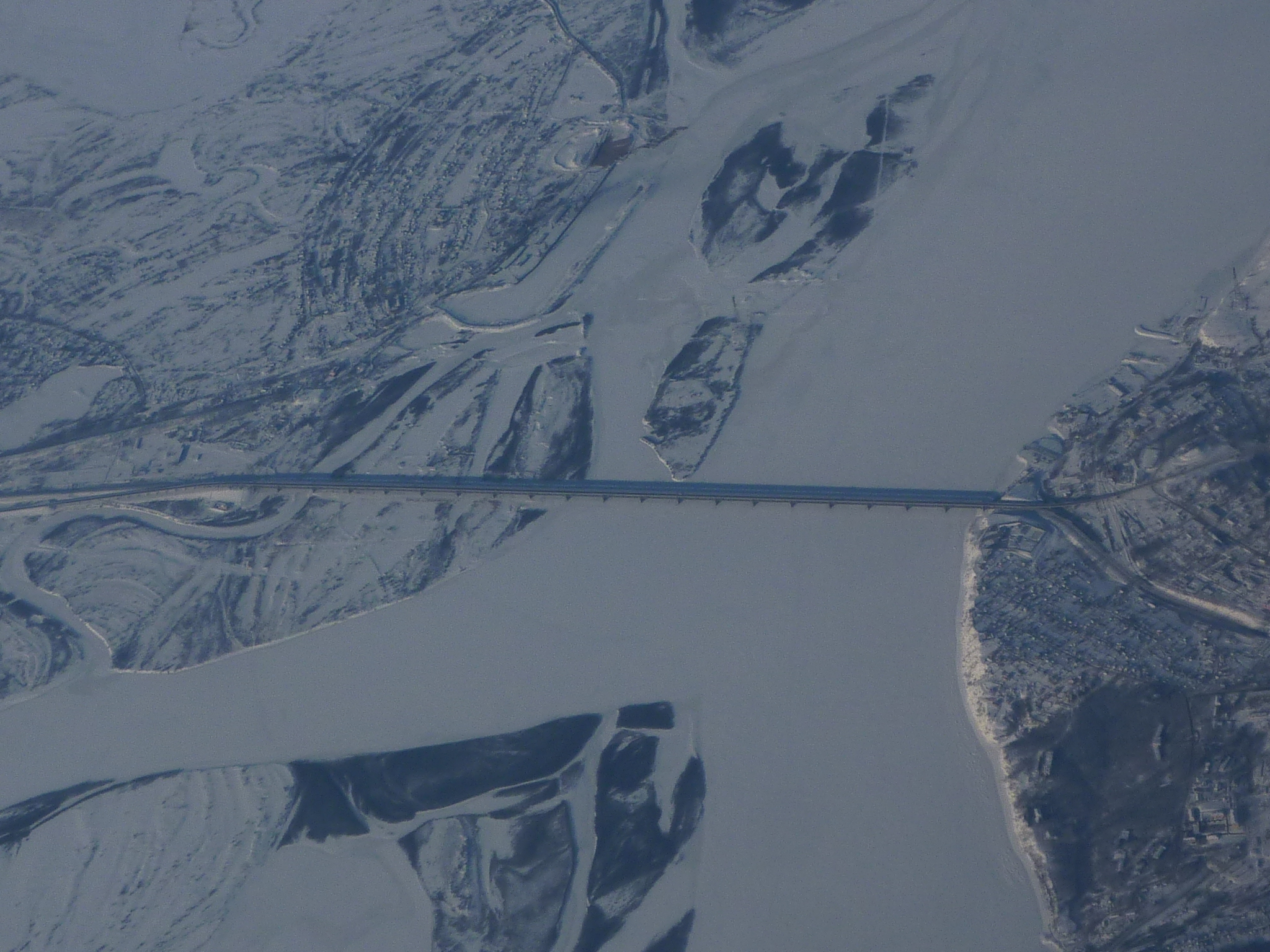
Хабаровский мост Снизу вверх — Амур, слева направо: внизу — протока Пемзенская, вверху — устье Тунгуски
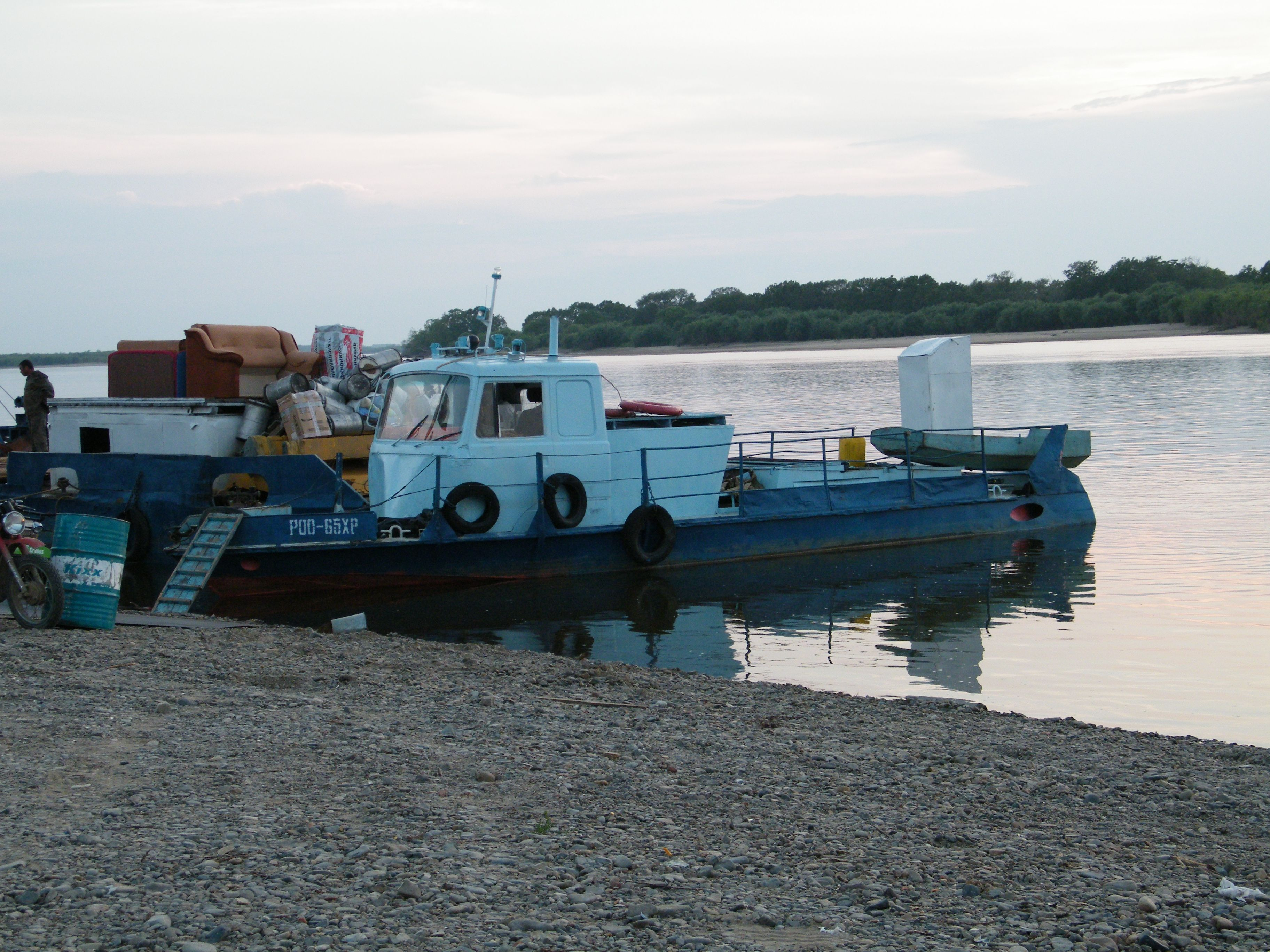
Буксирный теплоход на Тунгуске
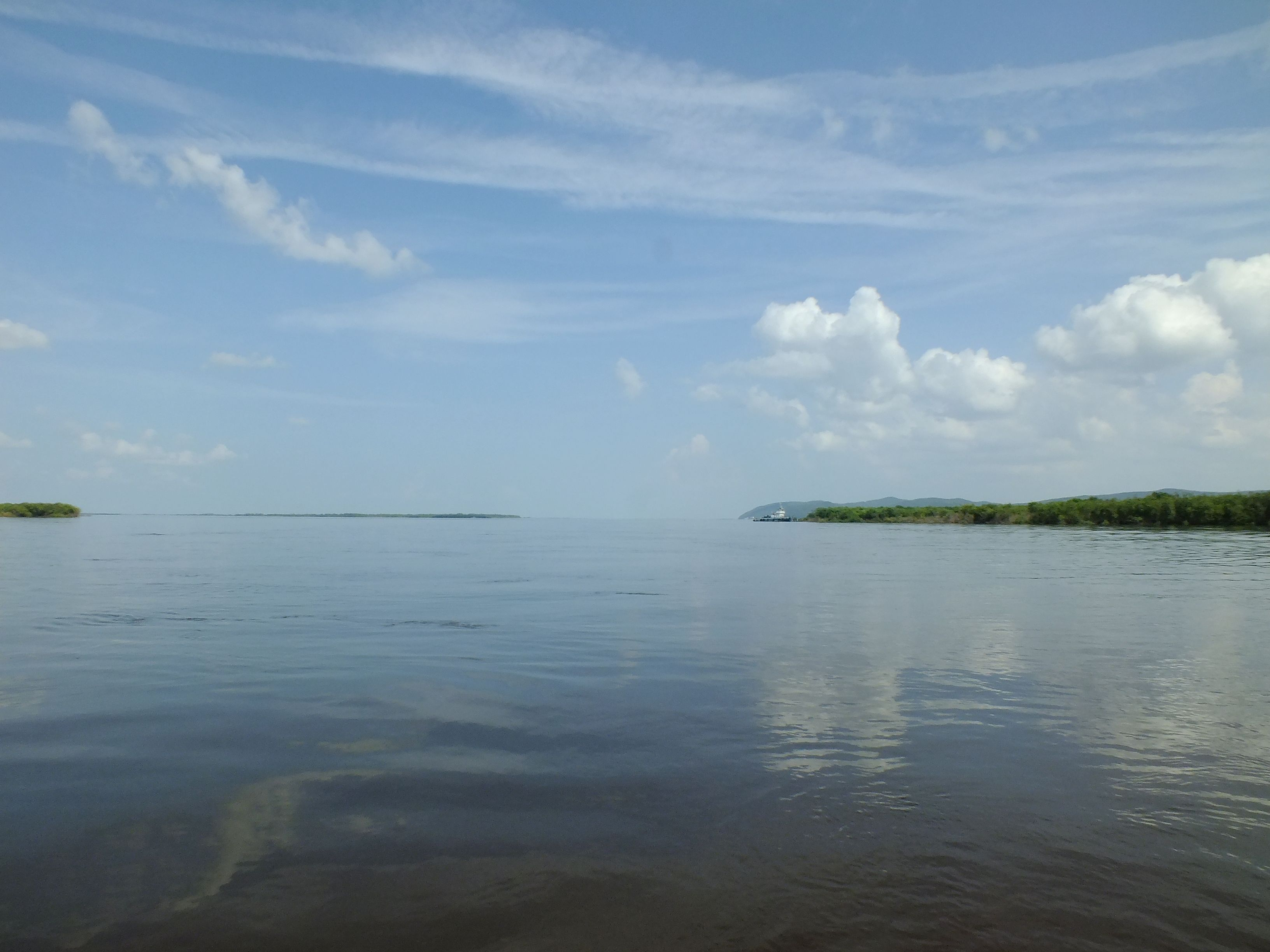
Устье Тунгуски, на правом берегу Амура — Воронежские высоты